# Szaripowo (rejon kusznarienkowski)
Szaripowo (ros. Шарипово) – wieś (sieło) w Rosji, w Baszkortostanie, w rejonie kusznarienkowskim. W 2010 liczyła 648 mieszkańców.